# Birk Ruud
Birk Ruud (Bærum, 2 aprile 2000) è uno sciatore freestyle norvegese, vincitore della medaglia d'oro olimpica nel big air a Pechino 2022.

## Biografia
Originario di Bærum Birk Ruud ha disputato nel 2015 i Mondiali juniores a Chiesa in Valmalenco vincendo la medaglia di bronzo nello slopestyle e classificandosi sedicesimo nell'halfpipe. Ha debuttato in Coppa del Mondo a Mammoth Mountain, negli Stati Uniti d'America, nel gennaio 2016, e il mese dopo si è aggiudicato a Lillehammer la medaglia d'oro nello slopestyle ai Giochi olimpici giovanili.
Nel marzo 2017 ha preso parte ai Mondiali di Sierra Nevada concludendo al 15º posto nello slopestyle. Nello stesso mese ha vinto la sua prima gara di Coppa del Mondo imponendosi nella competizione di big air che si è svolta a Voss, in Norvegia. Nel 2018 ha disputato a Cardrona i suoi ultimi Campionati mondiali juniores conquistando il bronzo nell'halfpipe, oltre a giungere quarto nello slopestyle e nono nel big air.
Ai Mondiali di Park City 2019 ha gareggiato in tre specialità: slopestyle, halfpipe e big air, vincendo la medaglia d'argento nello slopestyle dietro al britannico James Woods e davanti allo statunitense Nick Goepper, e terminando al quinto posto nell'halfpipe e al dodicesimo posto nel big air. Nei due anni successivi ha vinto la Coppa del Mondo di big air.
Nel febbraio 2022 ha vinto medaglia d'oro olimpica nel big air a Pechino 2022 e nello stesso hanno ha vinto la Coppa del Mondo di freestyle, rivinta anche l'anno successico.
Ai Mondiali di Bakuriani 2023 si è laureato campione nello slopestyle e ha vinto il bronzo nel big air, risultati confermati nell'edizione successiva di Engadina 2025 con la vittoria nello slopestyle e il terzo posto nel big air.

## Palmarès

### Giochi olimpici
- 1 medaglia:
  - 1 oro (big air a Pechino 2022)

### Mondiali
- 5 medaglie:
  - 2 ori (slopestyle a Bakuriani 2023; slopestyle a Engadina 2025)
  - 1 argento (slopestyle a Park City 2019)
  - 2 bronzi (big air a Bakuriani 2023; big air a Engadina 2025)

### Winter X Games
- 6 medaglie:
  - 3 ori (big air a Fornebu 2018 e Aspen 2019; slopestyle ad Aspen 2024)
  - 2 argenti (big air ad Aspen 2020 e Hafjell 2020)
  - 1 bronzo (big air ad Aspen 2023)

### Mondiali juniores
- 2 medaglie: 
  - 2 bronzi (slopestyle a Chiesa in Valmalenco 2015; halfpipe a Cardrona 2018)

### Coppa del Mondo
- Vincitore della Coppa del Mondo generale di freestyle nel 2022 e nel 2023
- Vittoria della Coppa del Mondo di slopestyle nel 2023
- Vincitore della Coppa del Mondo di big air nel 2020, nel 2021 e nel 2023
- Miglior piazzamento nella Coppa del Mondo di halfpipe: 13º nel 2020
- 24 podi:
  - 15 vittorie
  - 3 secondi posti
  - 6 terzi posti

#### Coppa del Mondo - vittorie
| Data             | Luogo            | Paese       | Disciplina |
| ---------------- | ---------------- | ----------- | ---------- |
| 25 marzo 2017    | Voss             | Norvegia    | BA         |
| 4 novembre 2018  | Modena           | Italia      | BA         |
| 14 dicembre 2019 | Pechino          | Cina        | BA         |
| 18 gennaio 2020  | Alpe di Siusi    | Italia      | SS         |
| 8 gennaio 2021   | Kreischberg      | Austria     | BA         |
| 20 novembre 2021 | Stubaital        | Austria     | SS         |
| 12 marzo 2022    | Tignes           | Francia     | SS         |
| 26 marzo 2022    | Silvaplana       | Svizzera    | SS         |
| 21 ottobre 2022  | Coira            | Svizzera    | BA         |
| 19 novembre 2022 | Stubaital        | Austria     | SS         |
| 16 dicembre 2022 | Copper Mountain  | Stati Uniti | BA         |
| 4 febbraio 2023  | Mammoth Mountain | Stati Uniti | SS         |
| 18 marzo 2023    | Tignes           | Francia     | SS         |
| 21 gennaio 2024  | Laax             | Svizzera    | SS         |
| 17 gennaio 2025  | Laax             | Svizzera    | SS         |

Legenda:

BA = Big air

SS = Slopestyle